# تمل (رامسر)
تمل یک روستا در ایران است که در شهرستان رامسر استان مازندران واقع شده‌است. تمل ۲۴۵ نفر جمعیت دارد.

## جمعیت
این روستا در دهستان اشکور قرار دارد و براساس سرشماری مرکز آمار ایران در سال ۱۳۸۵، جمعیت آن ۲۴۵ نفر (۷۲خانوار) بوده‌است.